# 担当利卡山
担当利卡山（tɑŋ³¹dəm⁵⁵ lə³¹kɑ⁵⁵）是位于中国和缅甸边境的一座山脉，是中国云南省最西部的滇缅界山，为伯舒拉岭向南的一个分支或称高黎贡山西支，南北走向，北起滇缅交界处，南抵独龙江深谷，纵贯云南省贡山独龙族怒族自治县西部，东隔独龙江与高黎贡山相望。整座山脉南低北高，海拔一般均在3500米以上，相对高度一般都在2000米以上，最大可达3000余米。最高峰南代旺腊卡（nɑk⁵⁵tɑi⁵³wɑŋ⁵³ lə³¹kɑ⁵⁵，意为“南代溪 山”）位于独龙江克劳洛东北岸，云南省与西藏自治区的交界处，海拔4964米。独龙江干流以西、南的最高峰是白马旺（白马溪）附近的白马腊卡，海拔45百米以上。
担当利卡山是独龙江和套祖干河（位于缅甸境内）的分水岭。山体由古老的变质岩系组成，冰川地貌发育，山顶有残存的高原面。
“担当力卡”是独龙语：“担”意为“松树”；“当”意为“坪”；“力卡”是“腊卡”的谐音，意为“山”；“担当力卡”意为“松坪山”，因山北段多松树坪而得名。担当利卡山一带交通不便，经济比较落后，动植物资源丰富。